# Sabella rudis
Sabella rudis är en ringmaskart som beskrevs av Thomas Pennant 1777. Sabella rudis ingår i släktet Sabella och familjen Sabellidae. Inga underarter finns listade i Catalogue of Life.